# John Humphrey Noyes
John Humphrey Noyes (ur. 3 września 1811 w Brattleboro (Vermont), zm. 13 kwietnia 1886 w Niagara Falls (Kanada)) – amerykański przywódca religijny, założyciel Społeczności Oneida (Oneida Community), najbardziej udanej utopijnej socjalistycznej wspólnoty w USA.

## Życiorys
Był synem dobrze sytuowanego biznesmena. W 1830 ukończył Dartmouth College w Hanoverze, później przez rok studiował prawo, jednak pod wpływem kaznodziei Charlesa Finneya postanowił zostać pastorem. Wstąpił do seminarium duchownego w Andover (Massachusetts), skąd później przeniósł się na Uniwersytet Yale. Wówczas po raz pierwszy ogłosił swoją wiarę w doskonałość i koncepcję, zgodnie z którą możliwe jest, by osoba stała się wolna od grzechu w życiu doczesnym poprzez religijne nawrócenie i siłę woli. Ogłosił się wolnym od grzechu i będącym w stanie doskonałości. Ponieważ jego poglądy były bezpośrednio sprzeczne z kalwińską ortodoksją, odmówiono mu pozwolenia na głoszenie kazań i zmuszono do opuszczenia Yale. Wówczas wędrował po północnym wschodzie USA, przemawiając do innych perfekcjonistów i reformatorów społecznych. W 1836 zorganizował grupę "biblijnych komunistów" w Putney w stanie Vermont, a w następnym roku napisał "Battleaxe Letter" (List Berdysza), w którym głosił wolną miłość, jednak dopiero w 1846 komuna z Putney porzuciła "proste" (monogamiczne) małżeństwa na rzecz "złożonych" (wspólnych) małżeństw. W tym modelu małżeństwa wszystkie kobiety w społeczności były mężami wszystkich mężczyzn, a wszyscy mężczyźni w społeczności byli mężami wszystkich kobiet. Współżycie seksualne było dozwolone tak długo, jak długo istniała obopólna zgoda i tak długo, jak długo mężczyźni praktykowali wstrzemięźliwość, żeby zapobiec ciąży. Macierzyństwo było decyzją społeczną i opierało się na chowie hodowlanym. Te praktyki komuny w Putney doprowadziły do aresztowania Noyesa pod zarzutem cudzołóstwa. Po wpłaceniu kaucji założył w 1848 nową komunę w Oneidzie w stanie Nowy Jork, która przetrwała ponad 30 lat, ewoluując od załamanej gospodarki bazującej na rolnictwie do bardzo udanej organizacji przemysłowej. W 1879, gdy Noyes uległ zewnętrznym naciskom i był pod wpływem malejącej popularności, nie zawahał się w kwestii swoich zasad. W tym roku założona przez niego wspólnota porzuciła wspólne małżeństwa i w 1880 zreorganizowała się, stając się spółką specjalizującą się w wyrobie sztućców. W międzyczasie Noyes był zmuszony uciekać do Kanady, by uniknąć drogi sądowej. By przekazać zewnętrznemu światu pełną wiedzę o swoich poglądach, opublikował kilka książek o doktrynie doskonałości: The Berean (1847), Bible Communism (1848), Male Continence (1848), Scientific Propagation (1873) i Home Talks (1875). Napisał również History of American Socialisms (1870) o utopijnych społecznościach w USA.